# Internationaler Jungentag
Internationaler Jungentag (auch Internationaler Tag des Jungen; englisch: International Day of the Boy Child) wird jedes Jahr am 16. Mai gefeiert. Der Tag soll die Bedeutung des Wohlbefindens von Jungen und die Herausforderungen, denen sie gegenüberstehen, hervorheben. Gleichzeitig würdigt er die positiven Beiträge, die Jungen für ihre Gemeinschaften und Familien leisten.
Im Gegensatz zum Internationaler Mädchentag ist der Internationale Tag des Jungen nicht offiziell von den Vereinten Nationen anerkannt.